# Porphyrinia decolorata
Porphyrinia decolorata är en fjärilsart som beskrevs av Wagner 1913. Porphyrinia decolorata ingår i släktet Porphyrinia och familjen nattflyn. Inga underarter finns listade i Catalogue of Life.